# Důl Molodohvardijska
Důl Molodohvardijska je černouhelný důl, který se nachází v jihozápadní oblasti Ukrajiny v Luhanské oblasti. Molodohvardijska představuje jednu z největších ukrajinských zásob uhlí s odhadovanými zásobami 63,6 milionu tun. Roční produkce uhlí činila 712 tisíc tun v roce 2001. V roce 1979 zde zemřelo 55 horníků.